# Eupithecia leuca
Eupithecia leuca là một loài bướm đêm trong họ Geometridae.